# Agnostus
Az Agnostus a háromkaréjú ősrákok (Trilobita) osztályának az Agnostida rendjéhez, ezen belül az Agnostina alrendjéhez és az Agnostidae családjához tartozó nem.

## Rendszerezés
A nembe az alábbi alnemek tartoznak:
- Agnostus (Agnostus)
- Agnostus (Homagnostus)